# Schale (Gefäß)

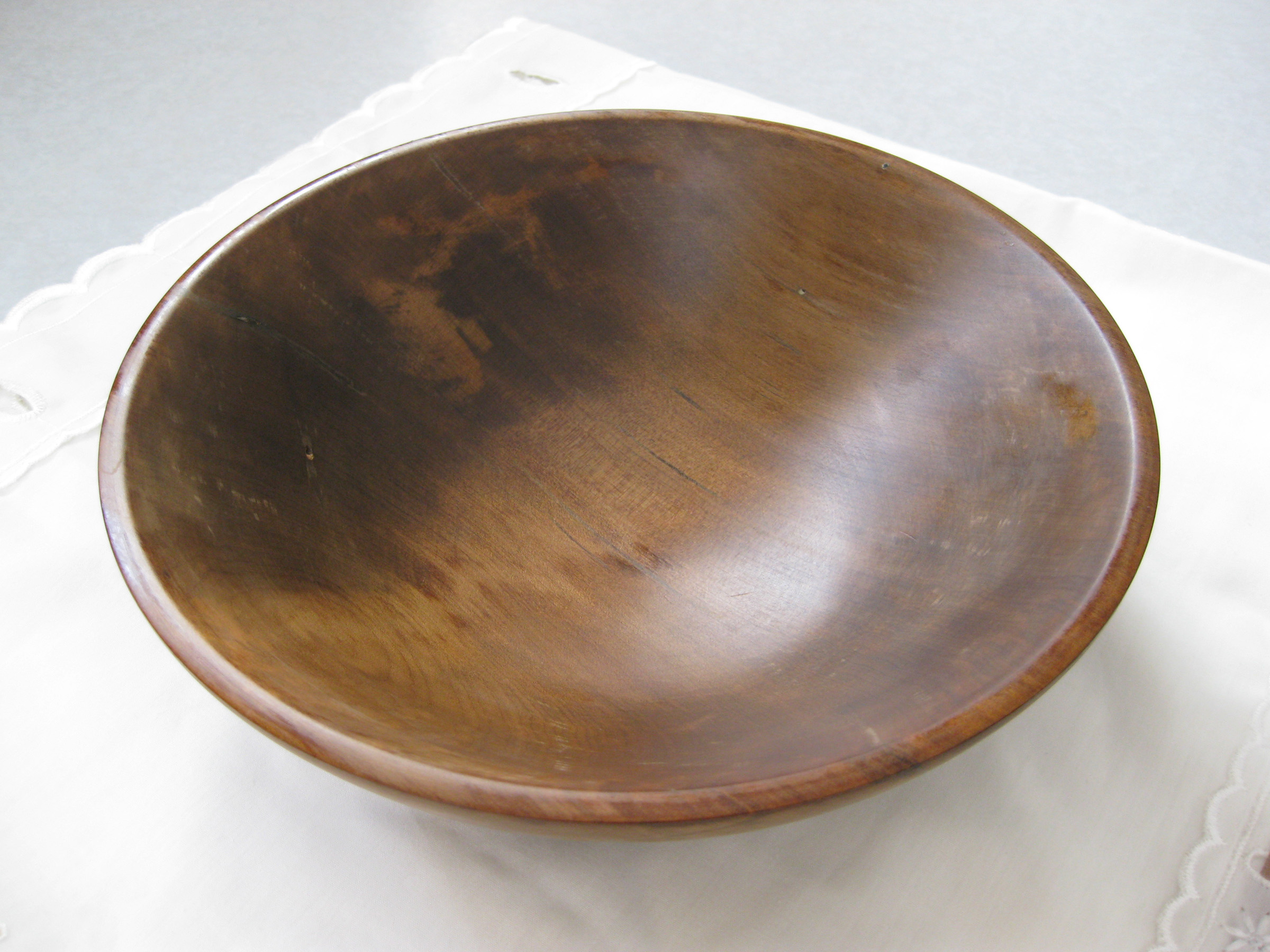
Schale aus Holz

Eine Schale ist ein offenes Gefäß für verschiedene Zwecke und relativ zum Umfang meist flacher als eine Schüssel und tiefer als ein Teller. Unter „Schale“ versteht man im Ober- und Mitteldeutschen auch eine „Tasse“ (dafür auch „Schälchen“).
Schalen werden für Speisen (Obst, Müsli, Chips u. a.), fürs Aufbewahren von alltäglichen Kleinutensilien (im Norddeutschen „Grabbelschale“) oder für Getränke verwendet.
Schalen bestehen je nach Form und Verwendung beispielsweise aus Holz, Glas, Keramik, Porzellan, Kunststoff oder Edelstahl. Eher als Schüsseln haben Schalen aufwendigere und kunstvollere Muster und Formen. Dies gilt häufig für Obstschalen, die zuweilen mit einem Standfuß versehen sind.

## Etymologie
Der Ausdruck Schale ist verwandt mit „schälen“ im Sinne von ursprünglich „schneiden“ und „spalten“, indogermanisch *-skel (vgl. schwedisch skal). Es wird vermutet, dass die Herkunft des Begriffs „Schale“ mit den flach ausgeschnittenen hölzernen Trinkschalen verbunden ist.

## Besondere Schalen
Opferschalen
Die Opferschale war eine schon im Alten Testament erwähnte Schale, in der man das Blut der geschlachteten Opfertiere auffing.
Zornschalen
In der biblischen Überlieferung wird erzählt, wie der Zorn Gottes von Engeln aus Schalen auf die Erde ausgegossen wird. Jede Schale ist mit einer Plage für die Menschen verbunden. Die Darstellung findet sich in Offb 16 .
Skyphosschalen

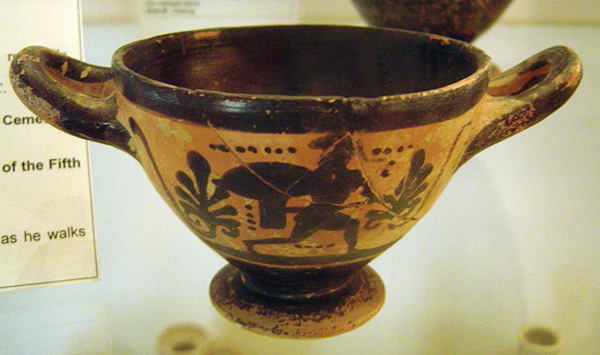
Hoplit auf einem attisch-schwarzfigurigen Skyphos, ca. 490–480 v. Chr.

Skyphosschalen waren tiefe meist bemalte Trinkschalen mit einem Ringfuß und zwei horizontalen Henkeln versehen, die im 6. bis 4. Jahrhundert v. Chr. verwendet wurden. Sie gelten nicht nur als älteste Schalen der Welt, sondern auch als das damals populärste Trinkgefäß, obwohl sie nur 10 bis 15 % aller Trinkgefäße ausmachten. Daneben gab es bei den Griechen weitere Gefäßformen, die man als Schalen bezeichnen kann oder die in ihrer Form Schalen nahe kamen, so die Trinkschale Kylix und die Opferschalen Patera und Phiale.
Klangschalen
Eine Klangschale ist ursprünglich ein traditionelles Küchengeschirr aus dem fernöstlichen Raum. Traditionell aus Bronze gefertigt, erzeugt sie Töne, indem sie angeschlagen oder angerieben wird. In den westlichen Ländern sind Klangschalen ein beliebtes Utensil bei Anhängern der Esoterik und bei Meditationen.

## Schalen im Alltag
Bettlerschale
Die Schale des Bettlers ist seit dem Altertum als üblich bezeugt; sie gehört als Standardattribut z. B. zum Hl. Alexius.
Brunnenschale
Die Brunnenschale ist ein Teil eines Brunnens, der herausschießendes Wasser von Fontänen abfängt. Bei einer Überfüllung säumt das ablaufende Wasser rings den Rand.
Blumenschale
Blumenschalen sind meist irdene oder Plastikschalen, die mit Blumenerde gefüllt werden, worin dann Pflanzen eingepflanzt werden. Sie schmücken private und öffentliche Gärten, werden auch vor Haustüren oder auf Treppenstufen gestellt.
Obstschale
Eine Obstschale dient zum Aufbewahren von Obst. Allerdings wird das Obst dort nur aufbewahrt und gewöhnlich nicht aus der Schale gegessen, sondern vor dem Verzehr aus dieser entnommen. Obstschalen dienen auch zur Dekoration, wie zum Beispiel auf Fensterbänken oder auf Küchen- und Wohnzimmertischen.
Schmuckschale
Schmuckschalen dienen zur Aufbewahrung von Schmuckgegenständen, aber auch anderer Utensilien (von Geld, Schlüsseln, Knöpfen, anderen Kurzwaren).
Waagschalen
Waagschalen sind Bauteile von Waagen und nehmen zu wiegende Objekte oder Massestücke auf.

## Schalen in der Dichtung
Eines der berühmtesten deutschen Gedichte zum Thema ist Der römische Brunnen von Conrad Ferdinand Meyer, hier in der Fassung von 1882:
Auf steigt der Strahl, und fallend gießt
Er voll der Marmorschale Rund,
Die, sich verschleiernd, überfließt
In einer zweiten Schale Grund;

Die zweite gibt, sie wird zu reich,
Der dritten wallend ihre Flut,
Und jede nimmt und gibt zugleich
Und strömt und ruht.